# Ogcodes melampus
Ogcodes melampus är en tvåvingeart som först beskrevs av Friedrich Hermann Loew 1872.  Ogcodes melampus ingår i släktet Ogcodes och familjen kulflugor. Inga underarter finns listade i Catalogue of Life.